# 細川春倶
細川 春倶（ほそかわ はるとも）は、戦国時代の武将。細川野州家分家の当主。

## 生涯
野州家第3代当主細川教春の子として生まれる。叔父（教春の弟）で分家をたてていた細川賢春（かたはる）の養嗣子としてその跡を継いだといわれる。
明応2年（1493年）の明応の政変以降、足利義澄を擁立する細川政元と、足利義稙を擁立する畠山尚順・大内義興らとの対立という状況が生まれた。
これについて、伊予国守護の河野家は大内家に敵対する大友家との婚姻関係があり、文亀元年（1501年）に幕府（将軍は義澄）が大内家討伐を命じた際には、大友・河野両家にも動員がかかっている。このように一見すると河野家は親義澄・政元派にも見えるが、河野家は分家である予州家との対立も内包するなどの複雑さもまた有していた。
春倶が何時から伊予に在国していたかはわからないが、細川阿波守護家の行動などを合わせて見ていけば、その事情なども想像しうるかと思われる。
明応9年（1500年）に伊予国で死去。その事情は細川野州家の分郡の一つに新居郡があることからもうかがえるという。
晴俱の嫡男とされる国豊は後に細川高国に従って備中守護に任ぜられているが、その子である九郎二郎が永正12年（1515年）に19歳の若さで自害して家系が断絶したとされる。